# Reanalyse (Sprachwissenschaft)
Als Reanalyse oder Metanalyse wird in der Sprachwissenschaft die (meist metonymische) Umdeutung einer sprachlichen Einheit bezeichnet. Gerade syntaktische (grammatische) Reanalysen laufen oft in mehreren Schritten ab: Zuerst wird die Bedeutung auf eine grammatische Komponente ausgeweitet, worauf diese die alte Bedeutung mit der Zeit ersetzt. Die alte Bedeutung der Konstruktion kann aber auch erhalten bleiben.

## Grammatikalisierung
In der Grammatikalisierung werden syntaktisch freie Verbindungen als Konstruktionen zum Ausdruck grammatikalischer Verhältnisse reanalysiert. Beispielsweise wurde das Demonstrativpronomen das im Satz Ich sage das: du kommst als nebensatzeinleitende Konjunktion reanalysiert und somit als Bestandteil des zweiten Satzes angesehen: Ich sage, dass du kommst. Ein weiteres Beispiel ist die Futurkonstruktion mit dem Verb für gehen, die es sowohl im Französischen als auch im Englischen gibt: je vais travailler (ich „gehe“ arbeiten) erhielt die futurische Konnotation von „ich werde arbeiten“, ebenso im Englischen „I'm going to work“.

## Lexikalisierung
Auch bei der Entstehung und Veränderung lexikalischer Einheiten (Lexikalisierung) spielt die Reanalyse eine große Rolle:
- Zwei getrennte Einheiten werden neu segmentiert, zum Beispiel wurde im Englischen an ewt zu a newt.
- Zwei getrennte Einheiten werden als ein einziges Wort umgedeutet (adel-aar > Adler).
- Selten verwendete Formen werden aus häufig verwendeten erschlossen, zum Beispiel die Singulare die Bakterie und die Bazille aus den Pluralen die Bakterien und die Bazillen (originale Singulare: das Bakterium, der Bazillus).
- Bei einer Volksetymologie wird ein Wort fälschlicherweise neu analysiert, da eine Herleitung „sinnvoll“ zu sein scheint (hamaka > Hängematte).